# Dávid Dombó
Dávid Dombó (Pápa, 26 febbraio 1993) è un calciatore ungherese, portiere svincolato.

## Carriera

### Club
Ha giocato nella prima divisione ungherese.

### Nazionale
Ha giocato nelle nazionali giovanili ungheresi Under-18, Under-19 ed Under-21.